# Moldova-Film
Moldova-Film (în rusă : Молдова-филм) este un studio de film din Republica Moldova și o companie de producție, înființată în 1952 în RSS Moldovenească.

## Istoric
Moldova-Film a fost fondată în 1947, la Chișinău, ca filială a Studioului Central de Film Documentar de la Moscova. În 1949, filiala a fost preluată de Studioul de Film de la Odesa, iar în 1952 devine un studio de film independent ca „Studioul Moldovenesc de Actualități Documentare”. La 24 ianuarie 1957 studioul a fost reorganizat și redenumit în Studioul de cronică și filme documentare „Moldova-Film”.
Din 1952 până în 1982, în decursul a treizeci de ani de existență, la studioul „Moldova-Film” au fost turnate: 800 de filme documentare, 120 filme artistice, 750 de jurnale cinematografice marca „Moldova Sovietică”, 40 de ediții ale jurnalului satiric „Usturici” și 40 de filme de animație.
Până la sfârșitul anilor 80, „Moldova-Film” anual realiza câte 3-4 filme artistice, 4 animație, 25 documentare, 12 jurnale de actualități marca „Moldova Sovietică” și 6 jurnale satirice „Usturici”. Se dublau în limba română 12 filme artistice și 70 pelicule de scurtmetraj.

## Filmografie

### 1950
- 1954 Andrieș (Андриеш), regia Serghei Paradjanov
- 1957 Salcâmul alb (Белая  акация), regia Izakin Grinșpun și Gheorghi Natanson
- 1958 Tinerețea părinților noștri (Юность наших отцов), regia Mihail Kalik și Boris Rîțarev
- 1958 Atamanul codrilor (Атаман кодр)
- 1959 Îți scriu (Я вам пишу)
- 1959 Cântec de leagăn (Колыбельная)

### 1960
- 1960 A fost odată un băiat (Жил-был мальчик)
- 1961 Omul merge după soare (Человек идет за солнцем), regia Mihail Kalik[3]
- 1962 Armageddon
- 1963 Când se duc cocorii (Когда улетают аисты)
- 1963 Așteptați-ne în zori (Ждите нас на рассвете), regia Emil Loteanu
- 1964 Strada ascultă (Улица слушает), regia Valeriu Gagiu
- 1965 Ultima lună de toamnă (Последний месяц осени/Posledni meseaț oseni) - regia Vadim Derbeniov
- 1965 Umbrele strămoșilor uitați (Тіні забутих предків), regia Serghei Paradjanov
- 1966 Poienile roșii, regia Emil Loteanu
- 1967 Gustul pâinii (Горькие зерна), regia Valeriu Gagiu și Vadim Lîsenko[4][5]
- 1967 Marianna agentul 0555 (Марианна), regia Vasile Pascaru
- 1967 Se caută un paznic, regia Gheorghe Vodă
- 1968 Serghei Lazo (Сергей Лазо)
- 1968 A iubi (Любить), regia Mihail Kalik
- 1968 Acest moment (Это мгновение)
- 1968 Capra cu trei iezi (Коза и трое козлят), regia Anton Mater
- 1968 Nuntă la palat
- 1969 Zece ierni pe-o vară (Десять зим за одно лето), regia Valeriu Gagiu
- 1969 Prețul (Цена), regia Mihail Kalik
- 1969 Acuzat de crimă (Обвиняются в убийстве)

### 1970
- 1970 Explozie cu efect întârziat (Взрыв замедленного действия), regia Valeriu Gagiu
- 1970 Riscul (Риск)
- 1970 Furt (Кража)
- 1971 Lăutarii, regia Emil Loteanu
- 1972 Ultimul haiduc (Последний гайдук), regia Valeriu Gagiu
- 1972 Să ne întâlnim acasă la toamnă (Осенью встречаемся дома)
- 1972 Consonanțe de primăvară (Весенние созвучия)
- 1973 Casa pentru serafimi (Дом для Серафима)
- 1973 Maria Codreanu (Мария Кодряну)
- 1973 Dimitrie Cantemir, regia Vlad Ioviță cu Vitalie Calașnicov[6]
- 1973 Liniște (Тихоня), regia Мihail Izrailev
- 1973 Podurile[7]
- 1973 Unda verde (Зеленая волна)
- 1974 Furie (Гнев)
- 1974 Ecouri ale văii fierbinți (Эхо горячей долины)
- 1974 Bărbații încărunțesc devreme[8]
- 1974 Toate dovezile împotrivă (Все улики против него), regia Vasile Brescanu
- 1974 Durata zilei (Долгота дня), regia Valeriu Gagiu
- 1975 A treizecea primăvară (Тридцатая весна победы)
- 1975 Calul, pușca și nevasta (Конь, ружьё и вольный ветер), regia Vlad Ioviță
- 1975 Nicușor, un adolescent dificil
- 1975 Mark Twain contra
- 1975 Între cer și pământ
- 1975 Banca lui Guguță[9]
- 1975 Balada lemnului[10]
- 1976 Pe urmele fiarei (По волчьему следу), regia Valeriu Gagiu
- 1976 Incident la festival (Случай на фестивале)
- 1976 Favorit (Фаворит)
- 1977 Propriul teren (Своя земля)
- 1977 Povestea lui Făt-Frumos (Сказание о храбром витязе Фэт-Фрумосе), regia Vlad Ioviță
- 1978 Bănuitor (Подозрительный)
- 1978 Cocostârcul (Аист / Aist), regia Valeriu Jereghi
- 1978 Cetatea (Крепость), regia Vasile Pascaru
- 1978 Când un bărbat este aproape (Когда рядом мужчина)
- 1978 Agent al Serviciului Secret (Агент секретной службы)
- 1979 Întâlnire cu Paganini (Встреча с Паганини)
- 1979 Pregătirea examenului (Подготовка к экзамену)
- 1980 Vreau să cânt (Я хочу петь), regia Valeriu Jereghi

### 1980
- 1980 Nume de cod „Tunetul de Sud” (Кодовое название «Южный гром»)
- 1980 Marele război mic (Большая-малая война)
- 1980 Unde ești, dragoste? (Где ты, любовь?), regia Valeriu Gagiu
- 1981 Greșeala lui Tony Wendis (Ошибка Тони Вендиса)
- 1981 La porțile Satanei (У чёртова логова), regia Vlad Ioviță[11]
- 1981 Maria Mirabela, regia Natalia Bodiul și Ion Popescu-Gopo
- 1981 Femeia în alb (Женщина в белом), regia Vadim Derbeniov
- 1982 Totul putea fi altfel[12]
- 1982 Hotarul din iunie (Июньский рубеж)
- 1983 Istoria unui galben (Я готов принять вызов)
- 1983 Найди на счастье подкову (Găsiți o potcoavă pentru fericire)
- 1983 Telegramă către tine (Вам телеграмма)
- 1983 Fii fericită, Iulio ![13]
- 1984  Nistrul în flăcări (Тревожный рассвет)
- 1984 Маленькое одолжение ("Mica favoare")
- 1984 Как стать знаменитым ("Cum să devii celebru")
- 1986 Deținutul misterios ("Таинственный узник")
- 1986 Кто войдёт в последний вагон ? (Cine va intra în ultima mașină ?)
- 1986 Одинокий автобус под дождём ("Autobuz abandonat în ploaie")
- 1986 Vântul sălbatic
- 1986 Avanpost liniștit (Тихая застава)
- 1987 Tunul de lemn (Деревянная пушка), regia Vasile Brescanu[14]
- 1987  Luceafărul
- 1987 Iona[15]
- 1987 Cămătarul (Гобсек)
- 1987 Am onoarea !
- 1988 Capcana
- 1988 Un scurt dans al dragostei (Недолгий танец любви)
- 1988 Corbii prada n-o împart (Коршуны добычей не делятся)
- 1988 Disident
- 1989 Împreună la limita timpului (Вдвоём на грани времени)
- 1989 Speranță fără de speranță
- 1989 Rătăcirea demonului blând
- 1989 Clopotarul

### 1990
- 1990 Magie neagră sau întâlnire cu diavolul
- 1990 Strada felinarelor stinse (Улица погасших фонарей)
- 1991 Катастройка (Catastroïca)[16]
- 1991 Codrii
- 1991 Jocul morții sau străinul
- 1992 Sunt eu de vină? (Виновата ли я ?)
- 1992 Sperietoarea (Чучело)
- 1993 Valea fericirii (Долина счастья/Dolina schastya|
- 1993 Polobocul
- 1995 Dănilă Prepeleac
- 1995 Pe urmele Mioriței (cu Nicolae Sulac)
- 1997 Acum e singur, documentar
- 1999 Hai, murgule, hai!

### 2000
- 2002 O scrisoare pe internet[necesită citare]
- 2004 Jana, regia Valeriu Gagiu
- 2006 Unde dai și unde crapă [necesită citare]
- 2006 Rabdă, inimă, și taci! [necesită citare]
- 2008 Eu am mers după soare [necesită citare]
- 2011 Clipa lui Emil Loteanu[17]